# 乌胡鲁·肯雅塔
乌胡鲁·穆伊盖·肯雅塔（英語：Uhuru Muigai Kenyatta，1961年10月26日—）是一名肯尼亚政治人物、前肯尼亚总统。於2012年因涉嫌犯下危害人類罪遭國際刑事法院起訴，後因證據不足獲撤銷；他也是第一個在國際刑事法院出庭的在任國家元首。

## 生平
乌胡鲁·肯雅塔是肯尼亚开国总统乔莫·肯雅塔之子。其名乌胡鲁在斯瓦希里语中意思是“自由”，以冀他能为国家带来光明自由的未来。肯雅塔曾在内罗毕的圣玛丽中学读书，1979年至1980年间在肯尼亚商业银行工作。從中學畢業後，他前往美國安默斯特學院學習經濟、政治和政府學。肯雅塔從安默斯特學院畢業後回到肯尼亞，成立出口農產品的公司Wilham Kenya Limited。
2002年，肯雅塔代表執政黨肯尼亚非洲民族联盟參選總統選舉落敗，結束肯尼亚非洲民族联盟長達四十年執政。2005年起，他出任肯尼亚非洲民族联盟主席。肯雅塔被指在2007年總統選舉期間，策劃了2007-2008年肯尼亚危机，这场危机造成约1,300人死亡，並激化肯尼亚的部族矛盾，肯雅塔因此在2012年被指控涉嫌犯下危害人類罪，遭國際刑事法院起訴。2013年3月，肯雅塔以50.07%的得票率击败对手拉伊拉·奥廷加，成为肯尼亚第四任总统。
2014年10月，肯雅塔在收到國際刑事法院的傳票後投案自首；由於缺乏證據，同年12月，国际刑事法院撤销对肯雅塔的反人类罪指控，国际刑事法院检察官法图·本索达在一份书面声明中说，肯尼亚政府不予合作给案件带来“严重影响”，她还表示如果獲得更多的证据，保留再次提出指控的权利。。2021年10月，他在潘朵拉文件醜聞中被引用。

## 外部連結
- 人民网·肯雅塔正式宣誓就任肯尼亚总统 （页面存档备份，存于）
- 乌胡鲁·肯雅塔个人网页 （页面存档备份，存于）

| 前任： 姆瓦伊·齐贝吉 | 肯尼亚总统 2013年－2022年 | 繼任： 威廉·鲁托 |